# Aéroport de Strasbourg-Entzheim
Pour les articles homonymes, voir Aéroport de Strasbourg.
L’aéroport de Strasbourg-Entzheim (code IATA : SXB • code OACI : LFST), dont la dénomination commerciale est « aéroport international de Strasbourg », est un aéroport français situé sur le territoire des communes d'Entzheim, de Holtzheim et de Duppigheim, à l'ouest de Strasbourg, dans la collectivité européenne d'Alsace, en région Grand Est.
Il est le seul aéroport du département du Bas-Rhin et le 2e plus grand aéroport d'Alsace après l'aéroport de Bâle-Mulhouse-Fribourg.

## Histoire

### Création
Le premier aérodrome de l'agglomération strasbourgeoise fut celui du Polygone au Neuhof. Sa vocation étant principalement militaire, le développement de l'aviation civile au lendemain de la Première Guerre mondiale nécessita l'aménagement d'un nouveau terrain d'aviation. Le choix se porta sur la commune d'Entzheim au sud-ouest de Strasbourg. Le nouvel aérodrome est mis en service en février 1923, il s'agit alors d'un quadrilatère de 900 mètres sur 750 comportant une piste engazonnée et prenant place sur des champs appartenant aux hospices civils de Strasbourg. Le site se trouve entre le village d'Entzheim et la ligne de chemin de fer Strasbourg - Saint-Dié, à proximité d'Hangenbieten et de Holtzheim.
Le nouvel aérodrome d'Entzheim est principalement exploité par la Compagnie franco-roumaine. En 1925, le terrain (d'une superficie de 53 hectares) est équipé d'une station météorologique et d'un émetteur TSF rendant possible les vols de nuit.
En 1931, le trafic est de 1 186 passagers et 6 millions de lettres postales. L'emprise de l'aérodrome atteint 85 hectares tandis que la piste est portée à 950 mètres. Quatre hangars sont également construits sur le site.
Le développement du trafic aérien rencontre l’hostilité des agriculteurs voisins de l'aérodrome. Ces derniers sont notamment soutenus par le maire de la commune d'Entzheim de l'époque, Jacques Kieffer.[réf. souhaitée]
En 1939, l'aérodrome occupe 120 hectares et comporte une aérogare ainsi que plusieurs hangars. Cependant, tous les vols sont suspendus lorsque la Seconde Guerre mondiale éclate.
En 1943, les Allemands rouvrent l'aérodrome et effectuent quelques travaux d’agrandissement.
Après la libération de Strasbourg, en novembre 1944, l'aérodrome passe sous le contrôle des Alliés. La piste est allongée à 1 525 mètres.
Le site redevient civil en 1946, son exploitation est alors confiée à la Chambre de commerce et d'industrie de Strasbourg et du Bas-Rhin.

### Aéroport mixte: civil et militaire

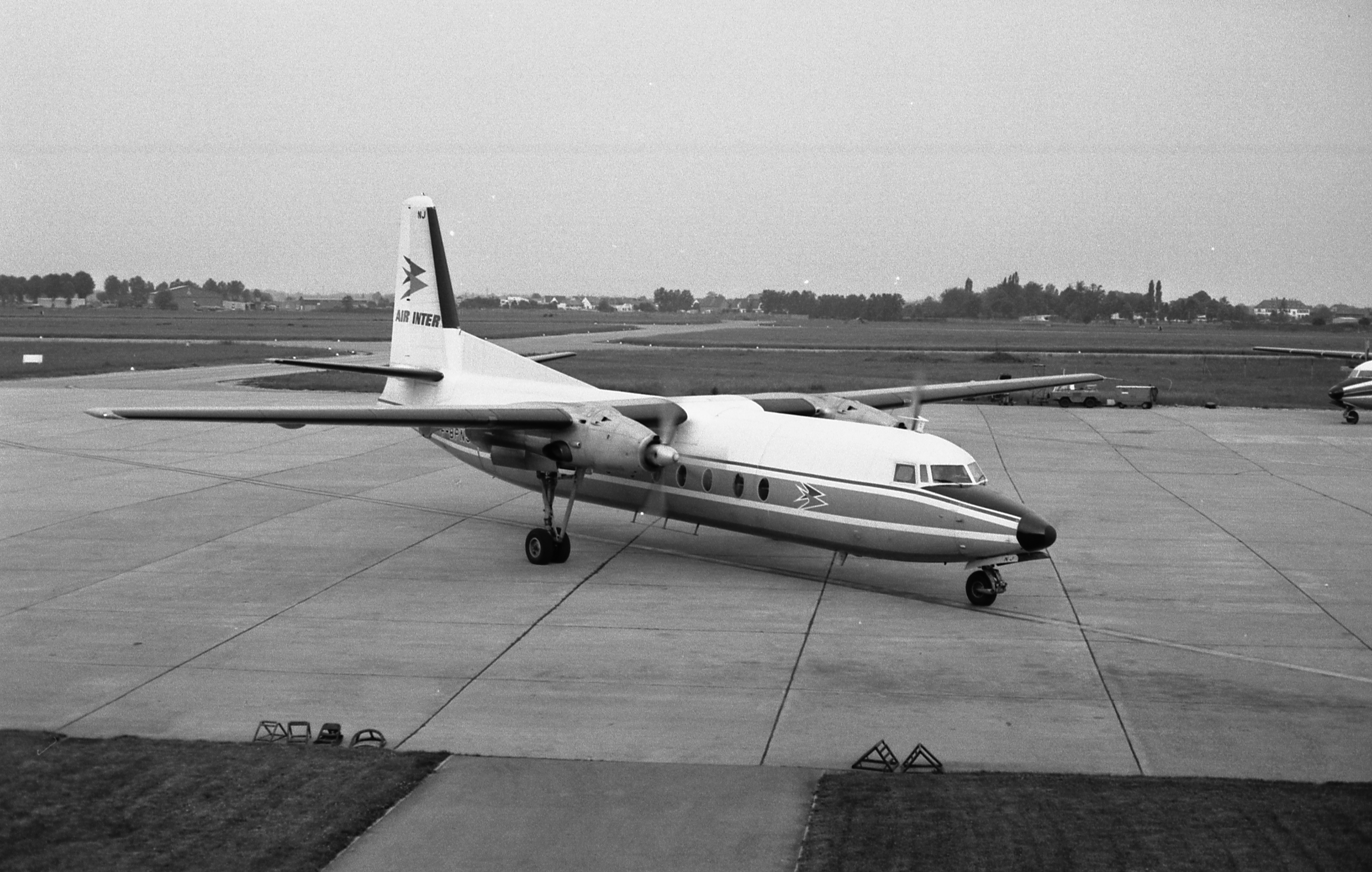
Fokker 27 F-BPNJ d'Air Inter à Strasbourg en mai 1978.

Entre 1950 et 1959, une base aérienne aux normes OTAN est construite sur le site. Une nouvelle piste de 2 400 mètres est aménagée, celle-ci est décalée d'environ 30° par rapport à la piste d'origine. Entzheim devient alors un aéroport mixte, à la fois civil et militaire.
L'Armée de l’air se voit accorder en 1955 une autorisation d’occupation temporaire, transformée en 1966 en « concession d’outillage ».
Une nouvelle aérogare est construite en 1957. Le 17 mars 1958, la compagnie Air Inter effectue le premier vol entre Strasbourg-Entzheim et Paris-Orly avec un Douglas DC-3. La ligne vers Orly est reprise par Air France dès novembre 1959.
En 1963, Strasbourg-Entzheim est classé « aéroport international ouvert ».
En 1965, l'aéroport a accueilli 45 470 passagers, soit une hausse de 30 % par rapport à 1964 (35 077 passagers) et de 62 % par rapport à 1963 (27 982 passagers). L'aéroport est desservi par quatre lignes régulières : Strasbourg - Paris (deux fois par jour depuis le 8 mai 1964), Strasbourg - Nice (deux fois par semaine en été, une fois par semaine en hiver), la liaison Strasbourg - Francfort est interrompue le 30 septembre 1965 pour être remplacée par une liaison Strasbourg - Bruxelles (trois fois par semaine) et Strasbourg - Lyon (trois fois par semaine à partir du 1er avril 1966). On compte également deux lignes saisonnières : Strasbourg - Palma de Majorque de juillet à septembre et Strasbourg - Lydd de mai à octobre. Des vols à destination ou en provenance de Francfort et de Zurich sont affrétés lors des sessions du Conseil de l'Europe.
De 1964 à 1966, le trafic de l'aéroport a augmenté de 66 %. La croissance est principalement due à la ligne Strasbourg - Paris (deux allers-retours quotidiens) et à la liaison Strasbourg - Lyon (trois allers-retours par semaine depuis le 1er avril 1966). Les autres lignes régulières sont : Strasbourg -Nice - Alger (une fois par semaine) et Strasbourg - Bruxelles (du 1er avril au 31 octobre 1966). La ligne saisonnière Strasbourg - Lydd n'est pas reconduite en 1967 mais une liaison Strasbourg - Lympne est assurée de mai à septembre 1967. Pour l'année 1966, le fret aérien représente 630,7 tonnes, en particulier des véhicules à destination de la Grande-Bretagne. Le trafic postal se concentre essentiellement sur les relations Paris - Mulhouse - Strasbourg et Genève - Strasbourg.
L'aérogare a été remaniée et agrandie à trois reprises : 1973, 1988 et 1999. Malgré une croissance forte et un éventail de destinations en augmentation, les vols vers Orly et Paris-Charles-de-Gaulle représentent plus de la moitié des vols quotidiens.
Le 20 janvier 1992, un Airbus A320 de la compagnie Air Inter en provenance de l'aéroport de Lyon-Satolas et à destination de Strasbourg-Entzheim s'écrase près du mont Sainte-Odile. L'accident fit 87 morts, seuls 9 occupants de l'avion ont survécu à la catastrophe.

### Fermeture de la base aérienne 124
Le 1er septembre 1994, la base aérienne 124 de l'Armée de l'air ferme ses portes. L'emprise de l'aéroport passe alors de 18 hectares à 272 hectares.
En 1998, l'opérateur de fret DHL souhaite installer une plate-forme de correspondance européenne à Strasbourg-Entzheim mais les riverains et l'opposition municipale contraignent la compagnie à annuler son projet, et de s'installer à Bruxelles, puis à Leipzig. Après cet évènement, l'aéroport se voit imposer de nouvelles contraintes, notamment l'interdiction des vols de nuit.

### Le protocole d'accord sur les vols de nuit de 1998
Le protocole d'accord sur les vols de nuit de 1998 est le fruit d'un consensus entre riverains, élus et le gestionnaire de l'aéroport et l’État. Il a pour objet de préserver une période de repos nocturne sans trafic commercial ni privé sur une plateforme aéroportuaire qui n'est pas cadrée par un arrêté d'exploitation. Seuls les vols « d'utilité publique » tels les déroutements météo, les vols d’État ou de la Sécurité Civile et les vols sanitaires peuvent s'effectuer dans la période de fermeture. Un seul vol postal bénéficiait d'une exception, il a été supprimé en décembre 2013. Ainsi la restriction s'impose à partir de 23h30 pour les décollages et 0h00 pour les atterrissages, horaires majorés de 30 minutes pour d'éventuels retards aux vols programmés, et dure jusqu'à 6h00. Tout vol non prévu au protocole doit obtenir une dérogation par la Commission de voisinage instaurée par le protocole. Le respect du protocole figure en point initial de la Charte de l'Environnement de l'aéroport de Strasbourg-Entzheim, il est unique en France.
Les vols de nuit entre 23h00 et 6h00 font aussi l'objet d'un suivi particulier prévu par le protocole et les statistiques sont mensuellement publiées dans les bulletins SYMBIOSE sur le site de l'aéroport sous la rubrique Environnement ou sur le site de l'UFNASE (Union Fédérale contre les Nuisances de l'Aéroport de Strasbourg-Entzheim).
De février 1998 à 2012, ce protocole bien que contraignant a été parfaitement respecté. Depuis, avec le développement du trafic low-cost, le nombre de vols entre 23h00 et 6h00 a augmenté d'année en année. Ainsi entre 2010, année de référence pour laquelle le nombre de passagers était au plus bas, et 2018, le nombre de passagers a progressé de 22% et les mouvements de 6h00 à 23h00 ont baissé de 6%. Dans le même temps les vols de nuit entre 23h00 et 6h00 ont augmenté de 60% et ceux durant la période de fermeture entre 0h30 et 6h00 ont progressé de +1640%.
En réaction à cette dérive du trafic commercial et privé vers les plages nocturnes et empiétant sur la période de fermeture, les riverains ont manifesté leur mécontentement devant l'aérogare le 10 septembre 2018 et ont réclamé le strict respect du protocole. En réponse, une nouvelle « Commission de suivi » du protocole a été instaurée en décembre fin 2018, composée respectivement de deux représentants de l'aéroport, des maires des communes riveraines et de riverains issus de l'UFNASE. En janvier 2019, l'ACNUSA (Autorité de Contrôle des Nuisances des Aéroportuaire) a effectué un audit auprès des divers acteurs concernés par l'aéroport pour envisager la mise en place, a terme, d'un arrêté d'exploitation plus contraignant que l'actuel protocole, simple "gentlemen agreement".

### Extensions
De 1994 à 2001, un programme d’investissements est réalisé pour un total de 370 millions de francs ; une partie des travaux est inscrite dans le contrat triennal Strasbourg Ville Européenne. On compte parmi les réalisations l’extension de l’aérogare de 1996 à 1999, une nouvelle aérogare de fret en 1999-2000 et la reconstruction de la piste durant l'été 2000.
En 1999, l'aéroport accueille 2,25 millions de passagers (son record) dont 60 % à destination ou en provenance de Paris.

### Chute du trafic
En 2003, Ryanair se retire de l'aéroport où la compagnie assurait une liaison vers Londres Stansted, à la suite de poursuites de Brit Air sur les subventions reçues par la compagnie irlandaise.
En 2007, l'inauguration de la première phase de la LGV Est européenne entraîne une importante chute du trafic passager de l'aéroport. Un an après l'ouverture de la ligne TGV, le trafic passagers de l'aéroport passe de 2 millions à 1,7 million par an, principalement grâce au temps de trajet du train qui passe de 4 h à 2 h 20. Sur la liaison Paris - Strasbourg, la SNCF passe dès la première année à 60 % de parts de marché contre 35 % avant l'inauguration du TGV.
Avec l'arrivée du TGV et la concurrence des aéroports de Karlsruhe-Baden-Baden et de Bâle-Mulhouse, Strasbourg-Entzheim n'atteint en 2009 que 1,1 million de passagers par an, soit une baisse de près de 50 % par rapport à 2006.
En 2010, le projet de création de la zone d'entraînement militaire transfrontalière « CBA 22 » menace l'aéroport, car il contraint les avions commerciaux à voler plus bas, ce qui cause une forte augmentation de leur consommation de carburant. Le projet est finalement remodelé pour laisser l'aéroport poursuivre une activité commerciale sans entraves.
En raison de la proximité des aéroports de Bâle-Mulhouse et de Karlsruhe-Baden-Baden, et de la bonne desserte de Strasbourg par les TGV, la question de l'utilité de l'aéroport de Strasbourg est clairement posée.

### Nouvelles stratégies

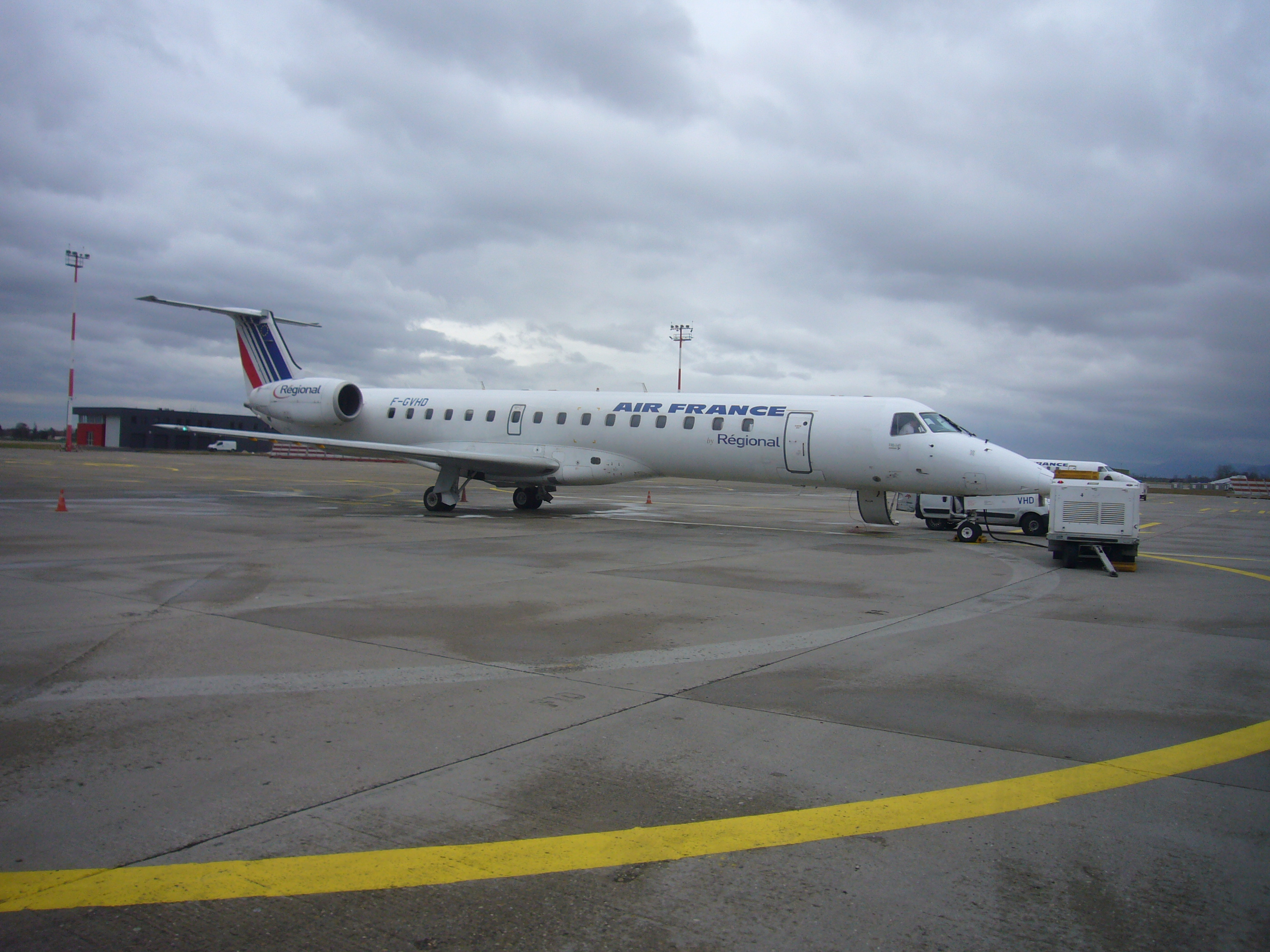
Avion Air France à l'aéroport d'Entzheim.

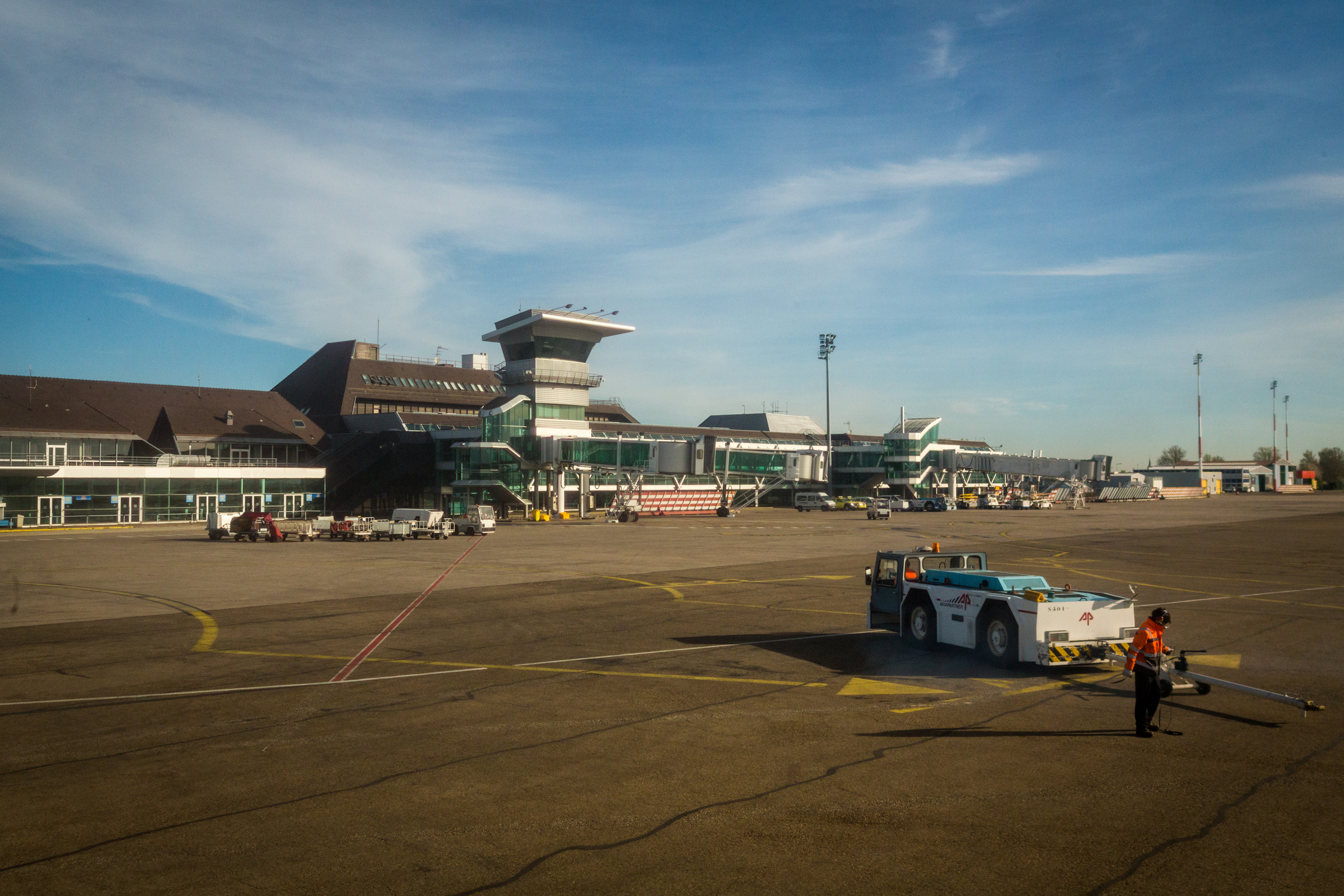
L’aérogare vue de la piste.

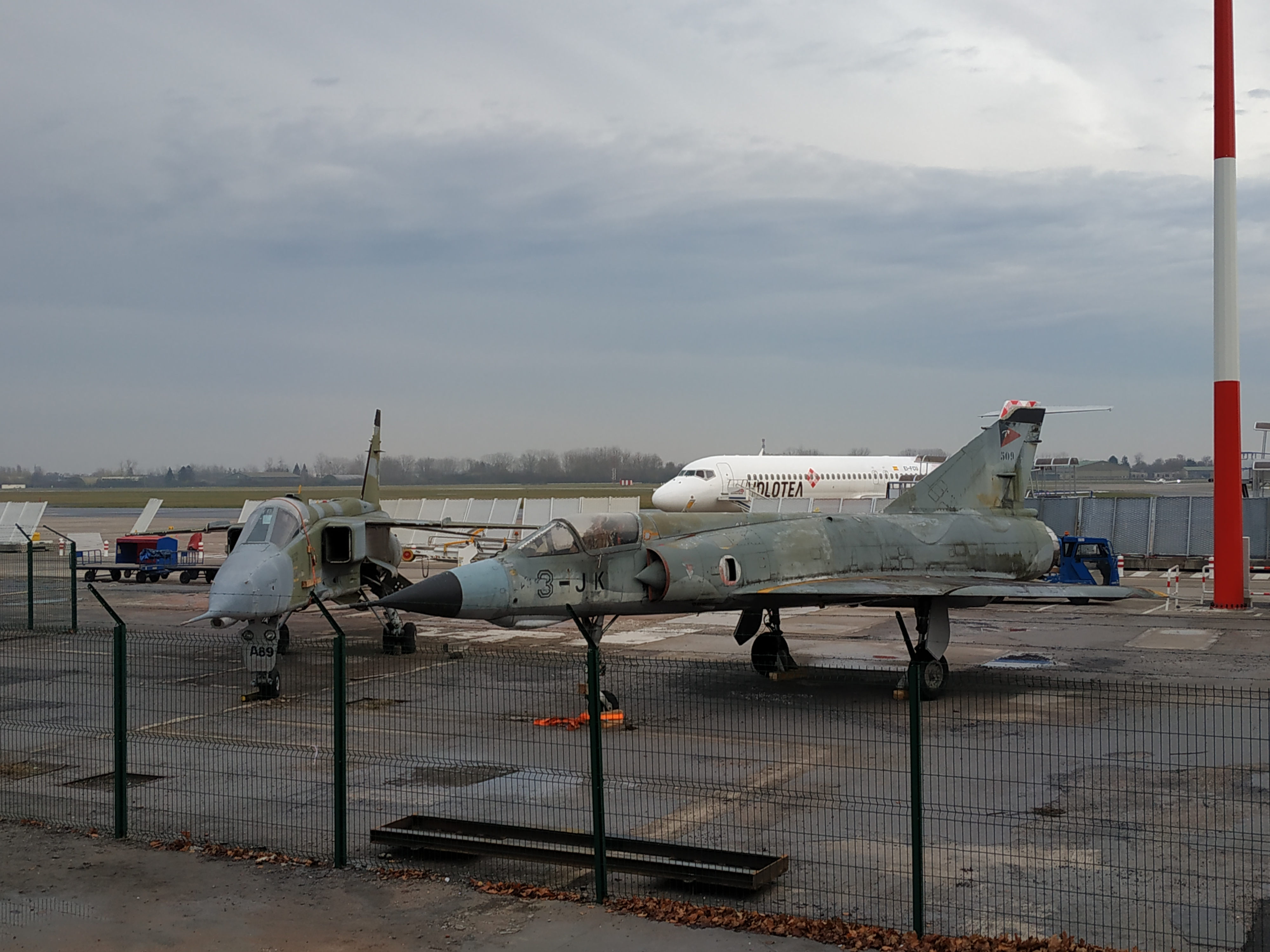
Jaguar et Mirage IIIE exposés près de l'aérogare, côté tarmac.

Le 23 mai 2011, l'aéroport change de statut et devient une société d'exploitation aéroportuaire. L’État devient actionnaire majoritaire (60 %), l'Eurométropole de Strasbourg, la région Alsace et le département du Bas-Rhin 5 % chacune, et la Chambre de commerce et d'industrie de Strasbourg et du Bas-Rhin passe quant à elle de 100 % à 25 % des parts.
Après des tractations entre l'État, la ville de Strasbourg et la CCI, une diminution de la taxe d'atterrissage est approuvée et rendue possible par l'attribution de subventions. Cette baisse de 5 € est effective au 1er juin 2012, la taxe coûtant désormais 24 euros, rendant les taxes aéroportuaires du complexe égales à celle de l'EuroAirport de Bâle Mulhouse.
À la suite de la montée du trafic du TGV Est, Air France annonce en juillet 2012 l'arrêt de sa liaison Paris-Charles-de-Gaulle - Strasbourg pour fin décembre 2012, trop déficitaire, la liaison avec Orly n'étant pas concernée. La compagnie indique reporter le trafic de la ligne sur les TGV de la SNCF. Les élus locaux, les syndicats de l'aéroport et de l'entreprise s'inquiètent de l'arrêt de cette liaison, représentant près de 150 000 passagers par an, soit environ 8 % du trafic de l'aéroport. À la suite de cette fronde, l'entreprise est convoquée par le ministre chargé des Affaires européennes, Bernard Cazeneuve et reporte son projet de fermeture sans pour autant l'abandonner.
En 2011-2012, l'aéroport accueille deux nouvelles compagnies à bas prix : Vueling et Volotea, permettant une augmentation du nombre de destinations ainsi qu'un accroissement du trafic passagers.
En 2012, la CCI débloque des fonds supplémentaires pour installer des nouveaux équipements dans l'aérogare. Ainsi, la zone réservée accueille désormais un bar, ainsi qu'un simulateur de vol sur Boeing 777 et un nouvel espace voyages en zone publique.
À compter de fin mars 2013, Air France propose, dans le cadre du lancement de sa compagnie à bas prix Hop !, 12 destinations au départ de Strasbourg.
Après des rumeurs en 2011,, Ryanair annonce fin 2012 la reprise de la desserte de l'aéroport strasbourgeois par ses avions. Dès avril 2013, trois vols hebdomadaires desserviront Londres-Stansted et deux, la ville de Porto avec un potentiel annoncé de 75 000 passagers par an. Toujours en avril 2013, la compagnie Sun Express lance une liaison vers Izmir en Turquie. Au mois d'avril 2013, lors d'une visite au sein même de l'aéroport, le PDG de Ryanair, Michael O'Leary a annoncé vouloir augmenter les rotations hebdomadaires vers Londres-Stansted (ligne cependant suspendue en 2016) et Porto au nombre de 7, si les taux de remplissage atteignent les 80 %, quitte à baisser les prix. Il a aussi exprimé le souhait d'ouvrir de nouvelles lignes depuis Strasbourg à l'hiver 2013 ou au plus tard d'ici l'été 2014.
Au mois de novembre 2013, Transavia France annonce la création d'une nouvelle liaison : dès l'été 2014, deux vols hebdomadaires (les lundis et vendredis) à destination de Marrakech en Boeing 737-800. Mais la compagnie a abandonné cette ligne l'année suivante, du fait d'un taux de remplissage insuffisant.
À partir du 30 mars 2014, easyJet ouvre sa première ligne sur cette plateforme. Elle effectue 4 vols hebdomadaires à destination de Londres-Gatwick. Cette dernière est suspendue quelques mois plus tard, dû au manque de passagers.
Le 21 septembre 2014, Volotea annonce l'ouverture de sa troisième base française à Strasbourg.
En 2015, l’aéroport de Strasbourg-Entzheim génère un chiffre d’affaires de 22 millions d’euros. Plus de 1 000 salariés travaillent sur le site de l’aéroport.
La ligne Strasbourg - Orly, exploitée par la compagnie Hop ! Air France, est supprimée le 27 mars 2016, la ville de Strasbourg ne dispose désormais plus de liaison aérienne avec la capitale française, Paris. De ce fait les voyageurs venus de Strasbourg et en correspondance à Orly vers les longs courriers (DOM principalement) doivent prendre le TGV en gare de Strasbourg vers l'aéroport de Paris-Charles-de-Gaulle puis un autocar vers l'aéroport d'Orly (et inversement dans le sens Orly - Strasbourg). Depuis le 24 juin 2024, la Ligne 14 du métro de Paris facilite l'accès à l'aéroport Orly pour environ 11€.
Le 16 novembre 2018, deux avions de chasse - un Jaguar et un Mirage III - qui servaient de « décoration » au sein de l'ancienne base aérienne 901 Drachenbronn sont transférés par convoi exceptionnel à l'aéroport. Les avions ont vocation à être restaurés puis exposés au public, rappelant ainsi le passé militaire de l'aéroport lorsque celui-ci abritait la base aérienne 124,.
Du 14 mars au 14 avril 2023, l'aéroport rénove son unique piste et est donc fermé un mois. La dernière rénovation remontait à l'an 2000.
En octobre 2024, la presse révèle qu'un opérateur aérien important, Air France se plaint de liaisons insuffisantes et quittera le site fin mars 2025. La compagnie nationale invoque  le "report vers le train" mais aussi la réduction des déplacements professionnels en raison du télétravail et de l'avènement des visioconférences.

## Géographie

### Localisation
L'aéroport se situe à 12 kilomètres au sud-ouest de la ville de Strasbourg. La majeure partie des infrastructures sont situées sur le territoire de la commune d'Entzheim qui fait partie de l'Eurométropole de Strasbourg. Les installations s'étendent également sur les bans communaux de Holtzheim et de Duppigheim.
Il est le deuxième aéroport d'Alsace et du Grand Est.
| \| 20 km1:901 000 \| Colmar-Meyenheim Doncourt · lès-Conflans Longuyon Lunéville Nancy · Azelot Nancy · Malzéville Metz-Nancy · Lorraine Nancy-Essey Bar-sur-Seine Brienne · le-Château Juvancourt Troyes Épernay Châlons Reims Sézanne Vitry · le-François Châlons · Vatry Verdun Sarrebourg Sarreguemines Thionville Charleville · Mézières Rethel Sedan Épinal Neufchâteau Saint-Dié Épinal Joinville Langres Haguenau Sarre · Union Saverne Strasbourg-Neuhof Strasbourg · Entzheim Mulhouse · Habsheim EuroAirport Basel-Mulhouse-Freiburg Colmar · Houssen |
| 20 km1:901 000 |

### Infrastructures
L'aéroport dispose d'une aérogare passagers de 21 000 m2 (capacité maximale de 2 500 000 passagers par an), d'une aérogare de fret de 9 000 m2 ainsi que d'une aérogare pour l'aviation générale.

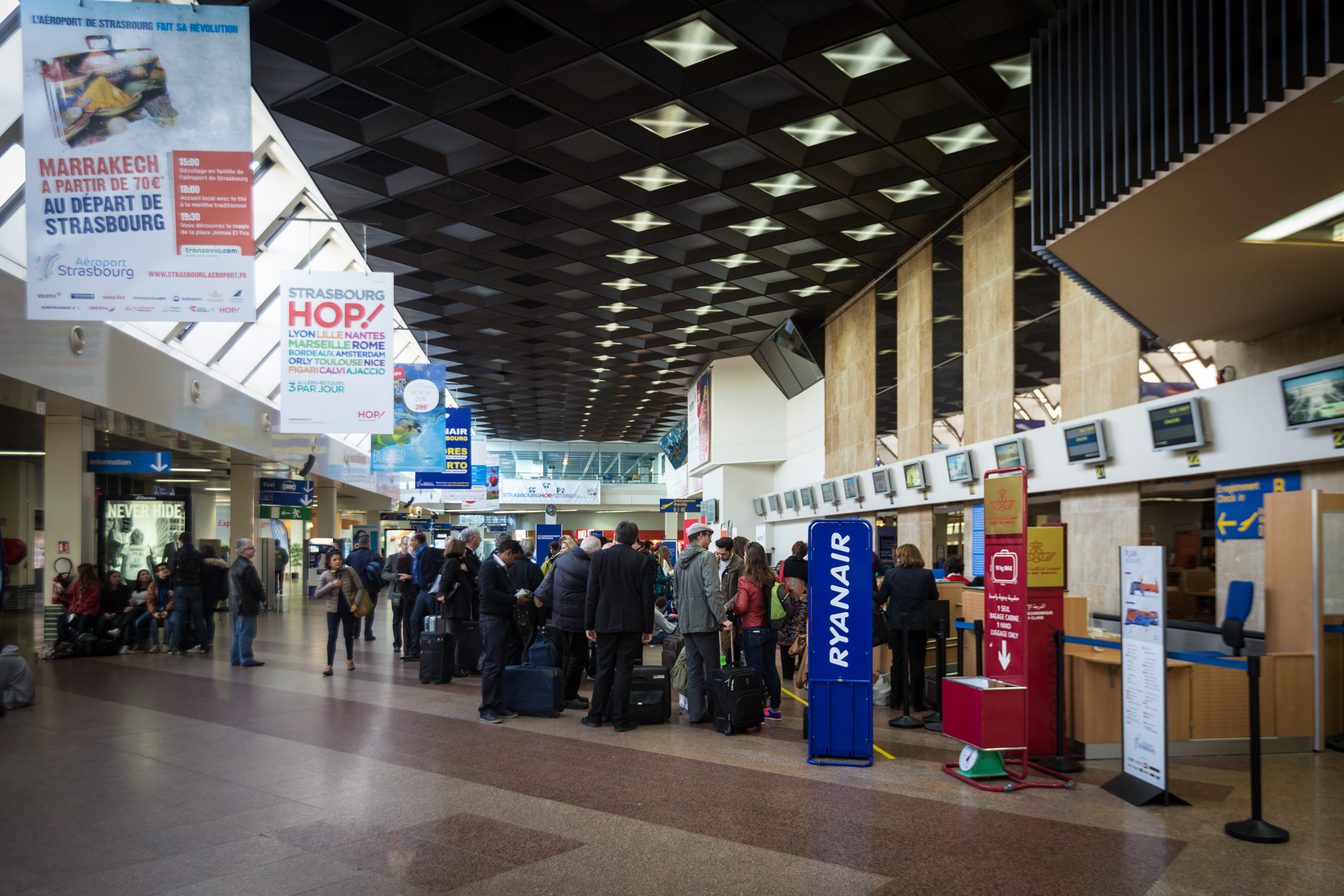
Zone départs du hall de l'aérogare.

L'aérogare passagers compte trois enregistrements (A, B et C). L'enregistrement C est utilisé uniquement à l'occasion de certains vols sensibles (notamment vers Israël). Elle comporte une zone pour les départs nationaux, une zone pour les départs internationaux, une zone pour les arrivées nationales, une zone pour les arrivées internationales, quatre passerelles terminal avion ainsi qu'un salon d'honneur destiné aux chefs d'État et autres responsables politiques lors de leurs déplacements officiels. Divers commerces et services se trouvent au sein de l'aérogare : restaurant, bar/café, boutique Relay, boutique hors taxes, espace agences de voyages, location de voiture, bureau de la Police aux frontières, centre d'affaires. L'aérogare n'est pas ouverte en continu ; elle ferme environ trente minutes après l'arrivée du dernier vol du soir et rouvre deux heures avant le départ du premier vol du matin.
L'ouverture d'un hôtel de 80 chambres (deux ou trois étoiles) à proximité de l'aérogare et de la gare ferroviaire est annoncée depuis 2016 mais n'a pas encore abouti fin 2018.
L'aérogare de fret peut traiter 30 000 tonnes de marchandises par an. En 2017, l'aéroport lance la construction de deux entrepôts à température dirigée afin de pouvoir stocker des produits pharmaceutiques.

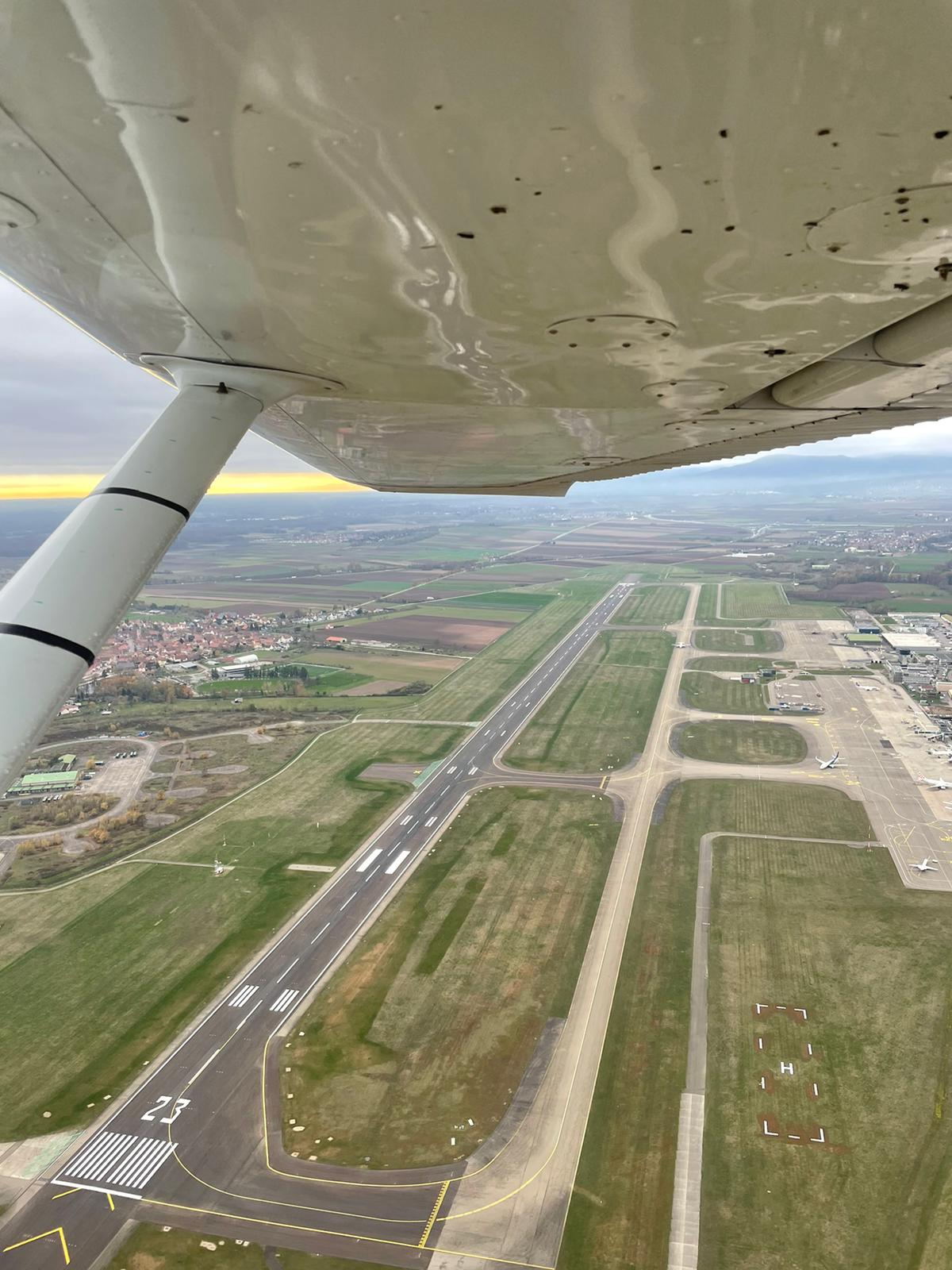
La piste 05/23 vue du ciel.

Sa piste de 2 400 mètres de long et 45 mètres de large peut accueillir tout type d'avion, mais avec des restrictions au décollage pour les gros porteurs. Son allongement à 3 000 mètres a été déjà plusieurs fois envisagé mais la pression des riverains retarde ce projet.
L'aéroport accueille un groupement hélicoptère de la Sécurité civile, qui dispose d'un hélicoptère Eurocopter EC 145 intervenant dans la région.

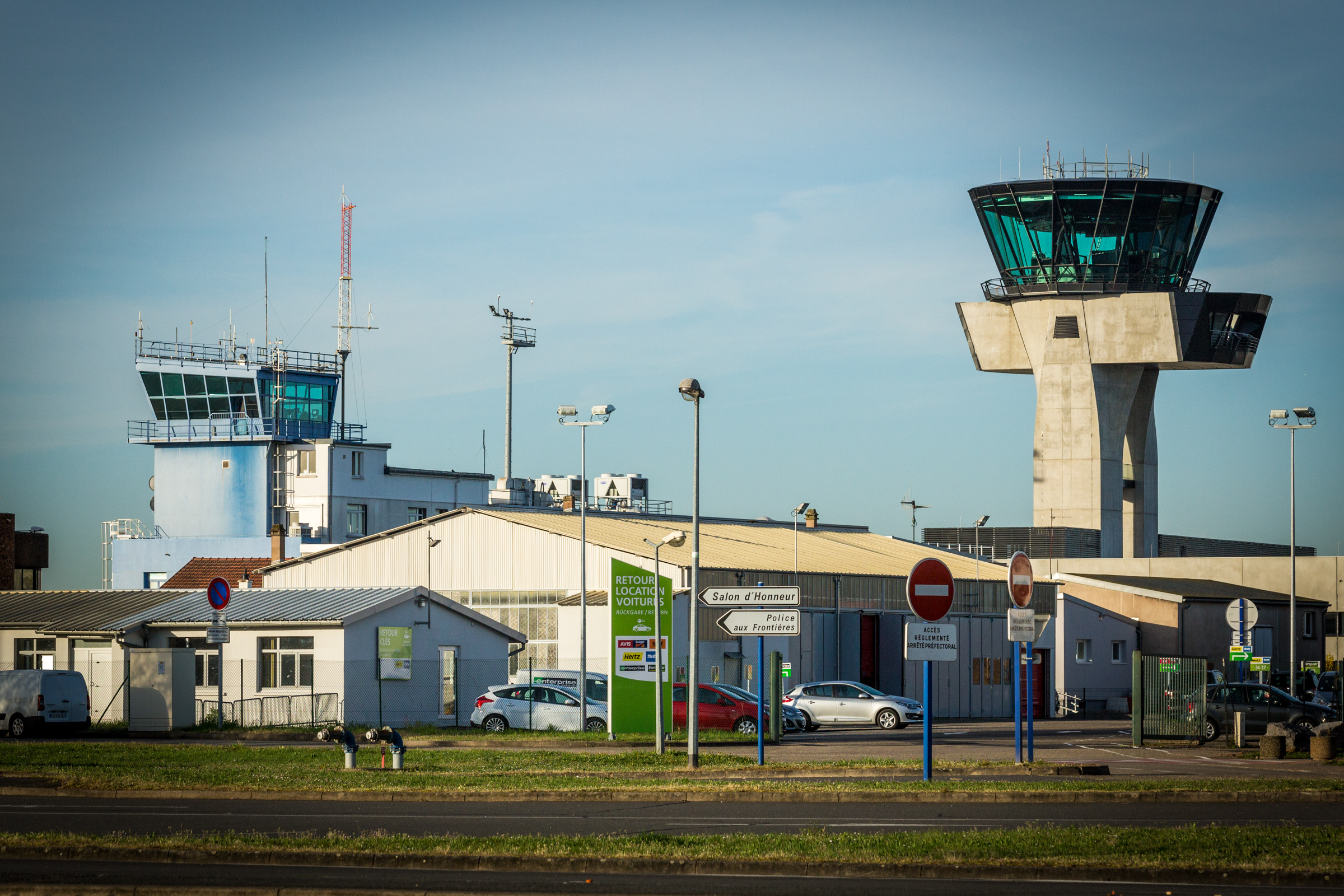
L'ancienne et la nouvelle tour de contrôle en 2015.

La construction d'une nouvelle tour de contrôle - qui doit succéder à l'ancienne vigie érigée en 1957 - débute en 2012. Le nouveau bâtiment du Service de la navigation aérienne Nord-Est, situé au pied de la tour et comportant une salle de radar, est achevé en 2015. La nouvelle tour de contrôle est mise en service le 21 mars 2018 et officiellement inaugurée le 15 novembre de la même année.
L'aéroport comporte également un parc d'activités appelé « Skyparc » qui regroupe, en 2018, 70 entreprises et 700 salariés.
Le 11 mai 2017, l'aéroport inaugure une nouvelle zone dédiée à l'aviation d'affaires comportant trois hangars livrés entre 2014 et 2017. La construction de deux nouveaux hangars de 4 500 m2 chacun mais aussi d'un nouveau pavillon d'honneur est prévu à l'horizon 2020. La direction de l'aéroport souhaite développer fortement cette clientèle au travers d'un accueil développé et de services d'entretien des appareils.
En septembre 2017, Mont-Blanc Hélicoptères s'installe sur le site. Cette société de transport par hélicoptère cible principalement les chefs d’entreprise, les élus et les fonctionnaires des institutions européennes.

### Concurrence
Strasbourg-Entzheim est confronté à une forte concurrence avec la présence dans sa zone de chalandise des aéroports de Karlsruhe-Baden-Baden et de Bâle-Mulhouse, ces derniers étant soumis à des taxes plus légères, ils sont plus attractifs que la plate-forme strasbourgeoise. De plus, l'un des plus grands du monde, l'aéroport de Francfort-sur-le-Main, n'est situé qu'à 200 kilomètres de Strasbourg et la compagnie Lufthansa organise des navettes de bus reliant plusieurs fois par jour sa plate-forme de correspondance et la capitale alsacienne.
Depuis 2007, la ligne à grande vitesse reliant Paris à Strasbourg a permis au TGV de prendre plus de 60 % de parts de marché sur cet axe, entrainant la perte de plus de 500 000 passagers pour l'aéroport. La seconde phase de cette ligne, ouverte le 3 juillet 2016, permet au TGV d'atteindre la capitale en 1 h 50 (soit 30 minutes de moins qu'avec la première phase inaugurée en 2007), ce qui fait redouter une nouvelle perte de clientèle pour les responsables de l'aéroport.

## Compagnies aériennes et destinations

### Passagers
Douze compagnies effectuent des liaisons régulières au départ de l'aéroport à la mi-2012, Air France étant la plus importante. Depuis 2011, l'aéroport accueille la compagnie aérienne à bas prix Volotea, qui stationne un avion, puis un 2e en 2024.
Plusieurs vols charters réservés aux députés européens ont lieu, lors des sessions du Parlement européen à Strasbourg : Athènes avec la compagnie Aegean Airlines, Bucarest avec la compagnie Tarom, et Francfort-sur-le-Main avec Lufthansa[réf. nécessaire]. Par ailleurs, la liaison aérienne spécifique faisant la navette avec Bruxelles a été supprimée en 2008, remplacée par des trains à grande vitesse Thalys spécialement affrétés.
Air France, qui n'assurait plus qu'une seule liaison (Strasbourg - Lyon), ne desservira plus l'aéroport à partir du 30 mars 2025, jugeant cette relation peu rentable,.
| Compagnies          | Destinations |
| ------------------- | --- |
| Aegean Airlines     | Athènes E.-Venizélos |
| Air Arabia Maroc    | Fès-Saïss, Nador |
| ASL Airlines France | Oujda-Les Angades |
| easyJet             | Barcelone-El Prat, Londres-Gatwick, Nice-Côte d'Azur En saison : Manchester (à partir du 28 Novembre 2025), Milan-Malpensa (à partir du 07 Novembre 2025), Naples-Capodichino, Palma de Majorque, Rome Léonard-de-Vinci/Fiumicino (à partir du 28 Novembre 2025), |
| Iberia              | Madrid-Barajas En saison : Barcelone-El Prat |
| LOT Polish Airlines | Varsovie-Chopin |
| Lufthansa           | Francfort |
| Nouvelair           | Tunis-Carthage En saison : Djerba-Zarzis |
| Royal Air Maroc     | Casablanca-Mohammed-V |
| Ryanair             | Agadir-Al Massira (jusqu'au 28 Octobre 2025), Porto-F. Sá-Carneiro (jusqu'au 28 Octobre 2025) |
| Tarom               | Bucarest-H. Coandă |
| Tassili Airlines    | Alger-Houari-Boumédiène, Constantine-Mohamed-Boudiaf En saison : Oran-Ahmed-Ben-Bella |
| Transavia France    | Alger-Houari-Boumédiène, Istanbul En saison : Constantine-Mohamed-Boudiaf |
| Tunisair            | Tunis-Carthage |
| Twin Jet            | Lyon-Saint-Exupéry |
| Volotea             | - Ajaccio-Napoléon-Bonaparte - Barcelone-El Prat - Bastia-Poretta - Brest-Bretagne - Bordeaux-Mérignac - Marseille-Provence - Nantes-Atlantique - Nice-Côte d'Azur - Rome Léonard-de-Vinci/Fiumicino - Toulouse-Blagnac En saison : - Agadir-Al Massira (à partir du 29 Novembre 2025) - Athènes E.-Venizélos - Calvi Sainte-Catherine - Corfou-I. Kapodístrias - Faro - Figari Sud Corse - Héraklion-N. Kazantzákis - Lanzarote-Arrecife - Tarbes-Lourdes-Pyrénées - Malaga-Costa del Sol - Marrakech-Ménara - Montpellier-Méditerranée (à partir du 7 Novembre 2025) - Olbia-Costa Smeralda - Palerme Falcone-Borsellino - Palma de Majorque - Porto-F. Sá-Carneiro (à partir du 29 Novembre 2025) - Split |

Actualisé le 01/03/2025

### Fret
Il n'y a actuellement pas de vols cargo réguliers à l'aéroport de Strasbourg.

## Trafic

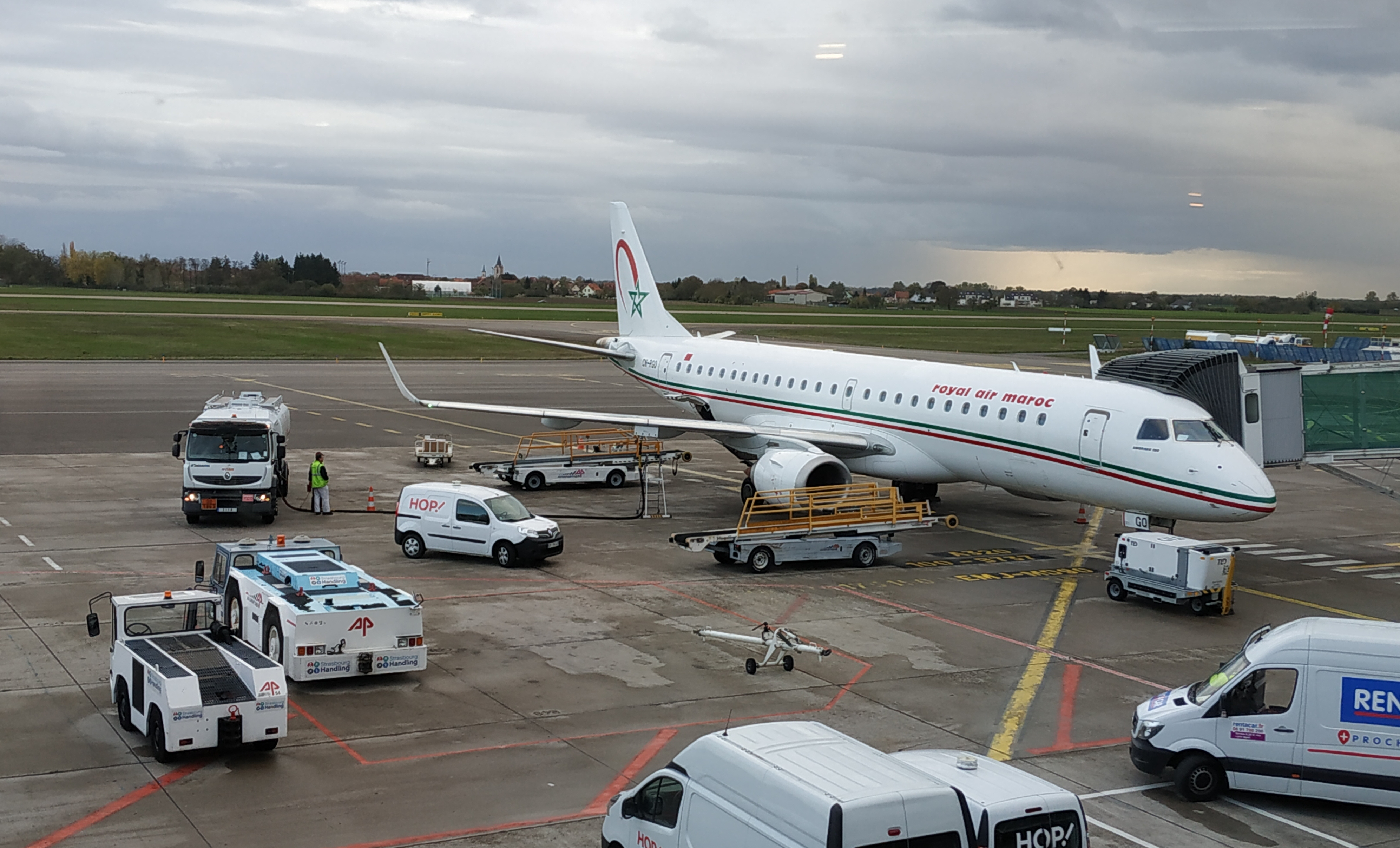
Royal Air Maroc fait partie des compagnies desservant Strasbourg en 2019

En 2005, il est le septième aéroport de France en nombre de passagers, avec près de deux millions de passagers transportés par an. Depuis le 10 juin 2007, il doit affronter le TGV Est en direction de Paris, sa principale destination. Le trafic entre Paris et Strasbourg est tombé à 742 800 passagers en 2007, soit une diminution de 26,1 %. L'ensemble du trafic de l'aéroport en 2007 ressort à 1 733 000 passagers, soit une diminution de 14,6 % par rapport à 2006.
En 2009, il passe au dix-septième rang des aéroports en France en nombre de passagers avec 1 110 900 passagers transportés.
En 2012, le trafic augmente de 8 % pour atteindre un total de 1 166 100 passagers, contre 1 080 000 passagers en 2011.
Lors du premier semestre 2013, l'aéroport enregistre une hausse du trafic de 8 % par rapport au premier semestre 2012.
L'aéroport a enregistré une hausse de 2 % du trafic passagers pour l'année 2015, son chiffre d'affaires étant alors de 22 millions d'euros, mais reste cependant déficitaire.
En 2016, l'aéroport connaît une nouvelle baisse du trafic, principalement en raison de l'arrêt des vols Air France vers Orly.
En 2017, le trafic augmente à nouveau avec une croissance de +4.6 % au premier semestre pour 533 604 passagers contre 509 939 en 2016. Une forte croissance du trafic a aussi été enregistrée en avril, mai et juin avec respectivement +12.8, +12.8 et +22.9 % de croissance. Le nombre de mouvements est cependant resté stable : +0.7 %.
En 2020, l'impact de l'épidémie de coronavirus a été très violent. Le trafic y a chuté de 60.6 % avec 513 579 passagers accueillis.

### En graphique
Le graphique qui aurait dû être présenté ici ne peut pas être affiché car il utilise l'ancienne extension Graph, désactivée pour des questions de sécurité. Des indications pour créer un nouveau graphique avec la nouvelle extension Chart sont disponibles ici.

Voir la requête brute et les sources sur Wikidata.

### En tableau
| Évolution du trafic passagers | Évolution du trafic passagers | Évolution du trafic passagers | Évolution du trafic fret avioné, | Évolution du trafic fret avioné, |
| Année                         | Passagers                     | Évolution                     | Tonnes                           | Évolution                        |
| ----------------------------- | ----------------------------- | ----------------------------- | -------------------------------- | -------------------------------- |
| 2024                          | 1 231 906                     | +21%                          | 43                               | ▼ −29,51 %                       |
| 2023                          | 1 017 989                     | +9,4%                         | 61                               | ▼ −27,38 %                       |
| 2022                          | 933 453                       | +47,3%                        | 84                               | +14,3%                           |
| 2021                          | 631 172                       | + 22,9 %                      | 73                               | +85,6 %                          |
| 2020                          | 513 579                       | - 60,6 %                      | 23                               | -64,6 %                          |
| 2019                          | 1 301 886                     | + 0,4 %                       | 65                               | + 182,6 %                        |
| 2018                          | 1 297 177                     | + 7,4 %                       | 23                               | - 43,5 %                         |
| 2017                          | 1 207 291                     | + 12,7 %                      | 33                               | - 5,7 %                          |
| 2016                          | 1 071 440                     | - 10,1 %                      | 34                               | - 53,2 %                         |
| 2015                          | 1 190 389                     | + 2,0 %                       | 73                               | - 22,3 %                         |
| 2014                          | 1 167 612                     | - 1,1 %                       | 93                               | - 48,6 %                         |
| 2013                          | 1 181 149                     | + 1,3 %                       | 181                              | - 12,9 %                         |
| 2012                          | 1 166 100                     | + 7,9 %                       | 208                              | + 15,3 %                         |
| 2011                          | 1 080 000                     | + 1,8 %                       | 188                              | - 13,8 %                         |
| 2010                          | 1 060 000                     | - 4,5 %                       | 218                              | - 19 %                           |
| 2009                          | 1 109 000                     | - 16,8 %                      | 269                              | - 26,3 %                         |
| 2008                          | 1 333 000                     | - 23,2 %                      | 365                              | - 33,1 %                         |
| 2007                          | 1 737 000                     | - 14,7 %                      | 546                              | - 8,8 %                          |
| 2006                          | 2 036 000                     | + 5,8 %                       | 599                              | - 4 %                            |
| 2005                          | 1 923 000                     | + 0,2 %                       | 624                              | + 3,5 %                          |
| 2004                          | 1 919 000                     | - 5,8 %                       | 603                              | - 13,8 %                         |
| 2003                          | 2 038 000                     | + 2,2 %                       | 700                              | - 6,9 %                          |
| 2002                          | 1 994 000                     | - 4,5 %                       | 752                              | - 23,3 %                         |
| 2001                          | 2 090 000                     | + 3,8 %                       | 980                              | + 7,7 %                          |
| 2000                          | 2 012 000                     | - 9,6 %                       | 910                              | - 32,4 %                         |
| 1999                          | 2 226 000                     | + 5 %                         | 1 346                            | - 44,3 %                         |
| 1998                          | 2 120 000                     | + 2,3 %                       | 2 418                            | - 44,9 %                         |
| 1997                          | 2 072 000                     | + 2,9 %                       | 4 310                            | - 33,6 %                         |
| 1996                          | 2 013 000                     | + 13,8 %                      | 6 492                            | + 6,7 %                          |
| 1995                          | 1 768 000                     | + 6,4 %                       | 6 081                            | -                                |
| 1994                          | 1 661 000                     | + 3,9 %                       | -                                | -                                |
| 1993                          | 1 598 000                     | + 3,2 %                       | -                                | -                                |
| 1992                          | 1 547 000                     | + 13,3 %                      | -                                | -                                |
| 1991                          | 1 365 000                     | - 10,1 %                      | -                                | -                                |
| 1990                          | 1 519 000                     | + 7,8 %                       | -                                | -                                |
| 1989                          | 1 408 000                     | + 14,3 %                      | -                                | -                                |
| 1988                          | 1 232 000                     | + 10,3 %                      | -                                | -                                |
| 1987                          | 1 116 000                     | + 15,7 %                      | -                                | -                                |
| 1986                          | 964 000                       | + 11,1 %                      | -                                | -                                |
| 1985                          | 868 000                       | + 8,0 %                       | -                                | -                                |
| 1984                          | 804 000                       | -                             | -                                | -                                |
| 1980                          | 519 000                       | -                             | -                                | -                                |

## Intermodalité

### Liaison routière
L'aéroport est relié à l'autoroute A35 via la D 400 et la D 221. Il compte quatre parkings pour les véhicules ainsi qu'un dépose-minute.

### Liaison ferroviaire

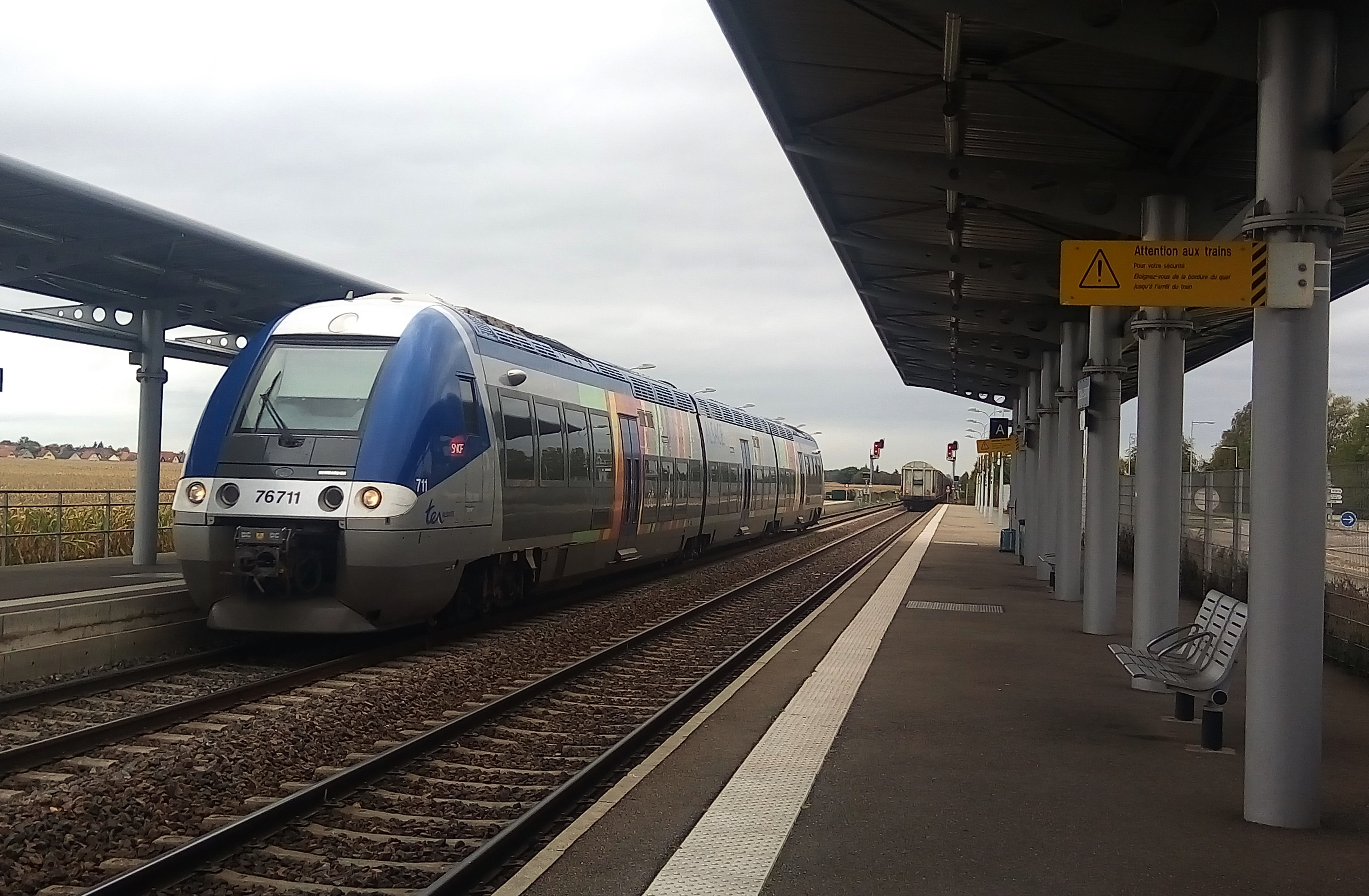
TER en provenance de Strasbourg arrivant en gare d'Entzheim.

L'aéroport est desservi par la gare d'Entzheim-Aéroport située sur la ligne de Strasbourg-Ville à Saint-Dié et celle de Strasbourg à Sélestat (en passant par Barr).
Dans le cadre du projet de tram-train Strasbourg - Bruche - Piémont des Vosges (projet abandonné en 2013), une nouvelle gare, plus proche de l'aéroport, et une passerelle piétonne ont été construites pour donner un accès direct entre les quais des trains et l'aérogare.
Depuis la mise en service de cette nouvelle gare en décembre 2008, les trains TER Grand Est de la ligne sont cadencés au quart d'heure. Le tarif standard pour la gare centrale de Strasbourg est de 2,80 € . Le temps de trajet est d'environ 9 minutes.

### Autobus
L'aéroport est desservi à certaines heures par les lignes de bus 42 à 44 de la compagnie des transports strasbourgeois reliant les villages d'Entzheim, Holtzheim, Kolbsheim et Hangenbieten à la gare d'Entzheim-Aéroport.